# Bactris pickelii
Bactris pickelii é uma espécie de planta com flor da família Arecaceae. É encontrada somente no Brasil. Está ameaçada por perda de habitat.